# То кад увати не пушта
„То кад увати не пушта” је југословенски ТВ филм из 1987. године. Режирао га је Живко Николић а сценарио је написао Миодраг Караџић. Ово је заправо пилот епизода серије Ђекна још није умрла, а ка' ће не знамо која се приказивала годину дана касније.

## Опис
Радосав се жали како га све боли па мора до доктора. На пут креће са женом и сестром, тако што он јаше коња а оне иду пешице. Пут обележава његово хвалисање и самосажаљење. После прегледа добија добре резултате али му жену задржавају у болници.

## Улоге
| Глумац          | Улога             |
| --------------- | ----------------- |
| Драго Маловић   | Радосав Кнежевић  |
| Љиљана Контић   | Љепосава Кнежевић |
| Марта Пићурић   | Иконија Кнежевић  |
| Зеф Дедивановић | Јоксим            |
| Зоја Бећовић    | Медицинска сестра |
| Бранка Миликић  | Чобаница Савета   |